# Położenie płodu
W ginekologii i położnictwie położeniem płodu (łac. situs) określa się stosunek osi długiej płodu do osi długiej macicy i kanału rodnego.
Wyróżnia się położenie:
- podłużne- (99% położeń)[1] w zależności co jest częścią przodującą płodu tzn. częścią znajdującą się najbliżej płaszczyzny wchodu miednicy wyróżnia się położenia podłużne:
  - główkowe (96% porodów)[1]
  - miednicowe (3% porodów)[1]
- poprzeczne
- skośne

Położenie podłużne jest położeniem fizjologicznym podczas porodu. Najłatwiejszym sposobem ustalenie położenia płodu jest wykonanie badania zewnętrznego.